# Neumarkt in Steiermark
Pour les articles homonymes, voir Neumarkt.
Neumarkt in Steiermark est une ancienne commune autrichienne du district de Murau en Styrie. Depuis le premier janvier 2015 et l'adjonction de plusieurs ex-municipalités, elle s'appelle Neumarkt in der Steiermark, et comptait 4 907 habitants au 1er janvier 2019.

## Histoire
Neumarkt serait l'emplacement de Noreia, où s'est déroulée la bataille de Noreia